# Edge of Darkness (1943)
Edge of Darkness is een Amerikaanse oorlogsfilm uit 1943 onder regie van Lewis Milestone. De film werd destijds uitgebracht onder de titel De greep des doods.

## Verhaal
In 1942 vliegen Duitse soldaten boven een dorp in Noorwegen. Ze merken dat de Noorse vlag er uithangt. Wanneer er grondtroepen worden uitgestuurd om te onderzoeken waarom de nazivlag er niet gehesen is, ontdekken ze dat vrijwel alle inwoners en de Duitse officiers zijn vermoord.

## Rolverdeling
| Acteur           | Personage            |
| ---------------- | -------------------- |
| Errol Flynn      | Gunnar Brogge        |
| Ann Sheridan     | Karen Stensgard      |
| Walter Huston    | Dr. Martin Stensgard |
| Nancy Coleman    | Katja                |
| Helmut Dantine   | Kapitein Koenig      |
| Judith Anderson  | Gerd Bjarnesen       |
| Ruth Gordon      | Anna Stensgard       |
| John Beal        | Johann Stensgard     |
| Morris Carnovsky | Sixtus Andresen      |
| Charles Dingle   | Kaspar Torgerson     |
| Roman Bohnen     | Lars Malken          |
| Richard Fraser   | Pastor Aalesen       |
| Art Smith        | Knut Osterholm       |